# Gai Assulin
Gai Asulin (født 9. april 1991) er en Israelsk fodboldspiller. Han har tidligere spillet for klubber som FC Barcelona og Manchester City, dog uden den store succes.